# Kurt Egon Kauffmann
Kurt Egon Kauffmann (* 21. September 1912 in Grabow; † 30. Dezember 1991 in Wachtberg-Villiprott) war ein deutscher Brigadegeneral des Heeres der Bundeswehr, Oberstleutnant im Generalstab des Heeres der Wehrmacht, Angehöriger der Organisation Gehlen und des Bundesnachrichtendienstes. Zuletzt war er General der Heeresfliegertruppe im Truppenamt in Köln.

## Leben
Kauffmann war der Sohn eines Landwirts, der als Oberleutnant der Reserve 1914 im Ersten Weltkrieg fiel. Sein Stiefvater war der Rechtsanwalt Oskar Boltz. Am 9. April 1931 trat Kauffmann als Offizieranwärter bei der Kraftfahrabteilung 6 in Münster in die Reichswehr ein. Er war Rekrutenoffizier in der Kraftfahrabteilung 6 und im Kraftfahrlehrkommando in Zossen, wurde 1935 Zugführer und Fähnrichvater im Panzer-Regiment 5 in Wünsdorf, war Aufsichtsoffizier und Schießlehrer an der Panzertruppenschule in Wünsdorf, 1936 Unteroffizierausbilder im Panzer-Regiment 5 und ab 1936 Abteilungs-Adjutant, Regiments-Adjutant und Kompaniechef im Panzer-Regiment 8 in Zossen, später Böblingen. Im Dezember 1939 wurde er Erster Ordonnanzoffizier des XIX. Panzerkorps und besuchte von September bis Dezember 1940 den 3. Generalstabslehrgang an der Kriegsakademie in Berlin. Anschließend war er zwei Monate als Zweiter Quartiermeister zur Panzergruppe 4 kommandiert, bevor er im März 1941 Zweiter Generalstabsoffizier der Infanterie-Division Großdeutschland wurde. Von Januar bis März 1943 war er in den Stab Heeresrüstung und Befehlshaber des Ersatzheeres im Allgemeinen Heeresamt kommandiert. Ab März 1943 war er Zweiter Generalstabsoffizier beim Generalinspekteur der Panzertruppen, Generaloberst Heinz Guderian, wurde im Januar 1944 Erster Generalstabsoffizier der Panzer-Lehr-Division im Februar 1945 der Panzer-Division Schlesien.
Von Mai bis August 1945 war Kauffmann in Kriegsgefangenschaft. 1946 und 1947 war er selbständiger Kaufmann und stellbe Schreibmappen, Lampenschirme und Spielzeug her. Von März bis August 1948 war er Übersetzer bei der Militärregierung in Böblingen. Ab September 1948 war er Angehöriger der Organisation Gehlen und dabei Werkvertreter der Kranfabrik Krupp-Ardelt. Mit der Umwandlung der Organisation Gehlen in den Bundesnachrichtendienst am 1. April 1956 war Kauffmann auch kurzzeitig Mitglied dieser Bundesbehörde.
Am 26. April 1956 wurde Kauffmann als Oberstleutnant in die Bundeswehr übernommen. Von Juli 1956 bis Juli 1958 war er Chef des Stabes der 3. Panzerdivision in Buxtehude. Anschließend war er bis Oktober 1960 Taktiklehrer und Kommandeur Lehrgruppe B an der Führungsakademie der Bundeswehr in Hamburg. Danach war er Heeresattaché an der Deutschen Botschaft Ankara in der Türkei, bevor er im August 1963 Brigadekommandeur der Panzergrenadierbrigade 2 in Braunschweig wurde. Am 27. September 1965 wurde er zum Brigadegeneral ernannt. Ab Oktober 1965 war er Inspizient Heeresflieger und Luftlandewesen und später erster General der Heeresfliegertruppe im Truppenamt in Köln. Mit Ablauf des März 1971 wurde er in den Ruhestand versetzt.
Von 1973 bis 1975 war Kauffmann Chefberater der westdeutschen Militärberater-Gruppe Kauffmann in Taiwan.

## Auszeichnungen
- 1939: Verwundetenabzeichen in Schwarz
- 1944: Deutsches Kreuz in Gold
- 1942: Panzerkampfabzeichen
- 1971: Verdienstkreuz 1. Klasse des Verdienstordens der Bundesrepublik Deutschland

## Schriften
- Panzer-Kampfwagenbuch: Eine Anleitung für die Gelände- und Gefechts-Ausbildung der Panzer-Kampfwagen-Besatzung un des Panzer-Zuges innerhalb der Panzertruppe an Hand von Falsch-Richtig-Bildern nebst kleinen Aufgaben für den Unterführer. Offene Worte, Berlin 1939.